# Архиепископ
В християнството, архиепископ е издигнат епископ. В Католическата църква и други, това означава, че водят специална епархия или в Англиканската църква – църковна провинция, но невинаги това е случаят. Архиепископът е равен на епископа по свещени въпроси, но просто има по-висок чин или престиж. Така когато някой, който вече е епископ, стане архиепископ, този човек не приема отново ръкополагане или тайнство, а когато някой, който не е епископ, стане направо архиепископ, той бива ръкоположен за епископ. Думата архиепископ идва от гръцки αρχι (архи), което означава „пръв“ или „началник“, и επισκοπος (епископус), което означава „ръководител“ или „надзирател“.

## Западно християнство
В западното християнство, архиепископът има още няколко привилегии, които липсват на обикновен епископ. Има право да използва по специални поводи палиум. На католическите архиепископи е позволено да имат в герба си по десет възела от всяка страна, докато епископите имат по шест. Освен това архиепископът може да носи архиепископски кръст (с две линии, вместо с една) зад герба си. В Католическата църква този кръст е бил носен пред архиепископи през литургически процесии, но в днешно време това не се прави винаги. В Англиканската църква архиепископският, или още върховният кръст, е носен пред архиепископа по време на процесия. Също според литургическия протокол архиепископите предхождат обикновените епископи.
Във всяко друго отношение архиепископите са облечени и титулувани по същия начин като обикновените епископи. Срещат се изключения в Англиканската църква и в държави, в които Англиканството е преобладаваща религия. На тези места към епископа се обръщат с Негово Преосвещенство, а архиепископът е наричан Негово Високо Преосвещенство.

### Архиепископи на епархии
Повечето от архиепископите са наречени така, защото са начело на архиепископска епархия, епархия с особена важност. Обикновено тази важност е защото епархията е централна в църковната провинция, където е разположена. Тези метрополитни архиепископи, освен обичайните церемониални привилегии на архиепископите, носят отговорностите на метрополитни епископи с помощник-епископите и по този начин са единствените архиепископи, които носят мантията по право.
Понякога епархия става архиепископска поради историята или размерите си, а не поради църковното си значение. Техните архиепископи, запазвайки церемониалните си привилегии на архиепископи, са всъщност обикновени епископи и често са помощник-епископи на някой метрополитен епископ. Повечето от тези не-метрополитни архиепископи се намират в Европа, като например епархията в Страсбург, която не се намира в нито една църковна провинция, и епархията в Авиньон, чийто архиепископ е помощник на метрополитния архиепископ на Марсилия.
Някои титулярни епархии са (били) архиепископски и затова свещените им лица трябва също да са архиепископи. Тези титулярни архиепископи запазват привилегиите си на архиепископи, но нямат юрисдикцията нито на митрополит, нито на местен епископ.

## Римокатолическа църква
По време на католическата литургия, архиепископът е приблизително равен на митрополита в Източнокатолическите църкви. Той е глава на църковна провинция, включваща няколко епархии. Като глава на архиепархията, той е отговорен за редица задължения към епархията си според канона на Католическата църква.

### Други архиепископи
Местен архиепископ, оттеглил се от поста си без да заеме друг, запазва титлата Заслужил архиепископ от последната длъжност, която е заемал преди оставката си. Това се случва, когато архиепископ се пенсионира или прехвърля на не-епархиален пост, като например Римската курия. В миналото папата обикновено дарявал титулярна епархия на всеки пенсиониран епископ и всеки епископ, прехвърлен в Курията, така че тази канонична новост е за да се запазят титулярните епархии за действащите помощни епископи и за членовете на Римската курия, които още не са имали епархиално назначение.
Ако архиепископската епархия X има помощник-епископ, официалният му сан е помощник-архиепископ на X. И въпреки това той е равен с помощните епископи, а не с архиепископите.
Някои архиепископи задържат привилегиите си ad personam. Това означава, че почтеното архиепископско звание е удостоено само на тях, а не на епархиите им. Архиепископите на Англиканската църква са от този тип архиепископи, защото имат архиепископски права само по отношение на продължителността на председателството си. В Римокатолическата църква, папата дава архиепископските привилегии ad personam, които обикновено траят доживот.

## Източно християнство
В източните църкви (католически или православни) архиепископите и митрополитите са различни, макар че митрополитът може да бъде наричан митрополитен архиепископ. В източноправославната църква, архиепископите седят по-горе от митрополитите и имат същите права като тях.